# District de Xincheng (Hohhot)
Cette page contient des caractères spéciaux ou non latins. S’ils s’affichent mal (▯, ?, etc.), consultez la page d’aide Unicode.
Pour les articles homonymes, voir Xincheng.
Le district de Xincheng (chinois simplifié : 新城区 ; pinyin : Xīnchéng qū ; mongol : ᠰᠢᠨ᠎ᠡ
ᠬᠣᠲᠠ
ᠲᠣᠭᠣᠷᠢᠭ, cyrillique : Шинэ хот дүүрэг, MNS : Shine khot düüreg) est une subdivision administrative de la région autonome de Mongolie-Intérieure en Chine. Il est placé sous la juridiction de la ville-préfecture de Hohhot dont il couvre la partie nord-est.

## Transport
- La Gare de Hohhot-Est est situé dans ce district.
- Le Métro de Hohhot traverse ce district.